# Rodolfo Barbosa
Rodolfo Guillermo Barbosa Barrios (Arica, 7 de agosto de 1958) es un político de derecha chileno, que se desempeñó como Intendente de la región de Arica y Parinacota, designado por el presidente Sebastián Piñera, entre 2010 y 2011.

## Primeros años de vida
Es hijo de Pedro Barbosa López y de María Luisa Barrios, quien fuera Alcaldesa de Arica y su abuelo, Guillermo Barrios, fue gobernador del departamento de Arica. Realizó sus estudios básicos en la Escuela N.º 1 grupo escolar de Arica y en el Liceo Octavio Palma Pérez (Ex A1) para continuar sus estudios de enseñanza media en el Internado Nacional Barros Arana, para luego cursar estudios superiores en la Pontificia Universidad Católica de Chile en Santiago y en la Universidad de Tarapacá, donde se tituló de ingeniero comercial.
Se encuentra casado con Lorena Riquelme, con quien tiene cuatro hijos.

## Actividad empresarial
Se ha desempeñado como profesional y docente de la Universidad de Tarapacá. Ha sido director de la Cámara de Comercio de Arica, director del Club de Deportes Náuticos de Arica, y gerente comercial de Ariztía en Arica, cargo que desempeñó durante más de veinte años hasta su designación como intendente en 2010.
En 2012 asumió como gerente de la Empresa Portuaria de Arica (EPA), cargo que desempeñó hasta marzo de 2015. Posteriormente volvió a ser gerente regional de Ariztía.
En el 2019 asumió como presidente del directorio del Ferrocarril Arica La Paz FCALP. En la actualidad se desempeña como gerente regional de Empresas Ariztía en la ciudad de Arica.

## Carrera política
No posee militancia política, es independiente pero tiene cercanía a la derecha. [cita requerida] Fue designado como intendente de Arica y Parinacota al iniciar el primer gobierno de Sebastián Piñera en 2010. Dejó de dicho cargo el 2 de noviembre de 2011 luego de entregar su renuncia «por razones familiares y personales».
En 2017 volvió a la escena política al competir como candidato al Senado por la primera circunscripción de Arica y Parinacota apoyado por Renovación Nacional.

## Historial electoral

### Elecciones parlamentarias de 2017
- Elecciones parlamentarias de 2017, candidato a senador por la 1° Circunscripción, Región de Arica y Parinacota, (Arica,  Camarones, General Lagos, Putre)[7]

| Candidato                       | Partido                  | Pacto   | Votos  | %      | Resultados |
| ------------------------------- | ------------------------ | ------- | ------ | ------ | ---------- |
| Pablo Antonio Pizarro Bossay    | Por Todo Chile           | IND-PRO | 960    | 1,34%  |            |
| Sandra Cecilia Zapata Velásquez | Por Todo Chile           | IND-PRO | 836    | 1,17%  |            |
| Claudio Ojeda Murillo           | Frente Amplio            | PH      | 1688   | 2,36%  |            |
| Rodrigo Díaz Bogdanic           | Frente Amplio            | Poder   | 4199   | 5,88%  |            |
| Verónica Foppiano Díaz          | Frente Amplio            | PL      | 7611   | 10,66% |            |
| Salvador Pedro Urrutia Cárdenas | La Fuerza de la Mayoría  | IND-PPD | 8159   | 11,42% |            |
| José Miguel Insulza Salinas     | La Fuerza de la Mayoría  | PS      | 14 501 | 20,30% | Senador    |
| Trinidad Victoria Parra Correa  | Convergencia Democrática | IND-PDC | 813    | 1,14%  |            |
| José Durana Semir               | Chile Vamos              | UDI     | 9639   | 13,50% | Senador    |
| Rodolfo Barbosa Barrios         | Chile Vamos              | IND-RN  | 7118   | 9,97%  |            |
| Mirtha Arancibia Cruz           | Chile Vamos              | RN      | 1068   | 1,50%  |            |
| Enrique Lee Flores              | Independiente            | IND     | 14 824 | 20,76% |            |